# Rue au Lard
La rue au Lard que l'on trouve dans de nombreuses nomenclatures écrite rue Aulard est une ancienne voie de Paris qui était située dans le 1er arrondissement de Paris, qui a été supprimée, en 1975, lors de la construction du Forum des Halles.

## Situation
En 1817, la rue commençait aux nos 11 et 13 rue de la Lingerie et finissait aux nos 2 et 4 rue Lenoir et était située dans l'ancien 4e arrondissement de Paris, quartier des Marchés.

Les numéros étaient rouges, le dernier impair était le no 9, et le dernier pair était le no 12.
À partir de 1855, la rue qui était d'une longueur de 42 mètres commençait aux nos 11 et 13 rue de la Lingerie et finissait aux nos 36 et 38 rue des Bourdonnais.

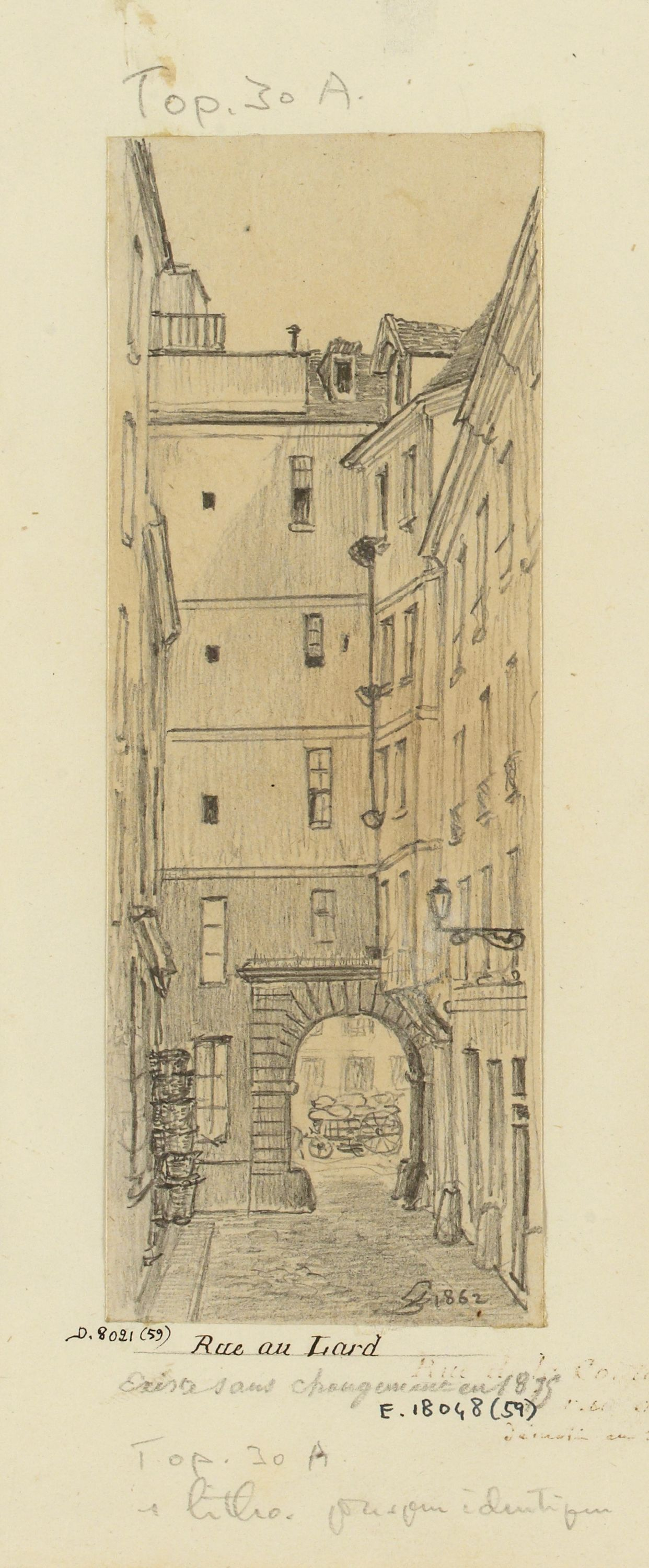
Rue au Lard en 1862
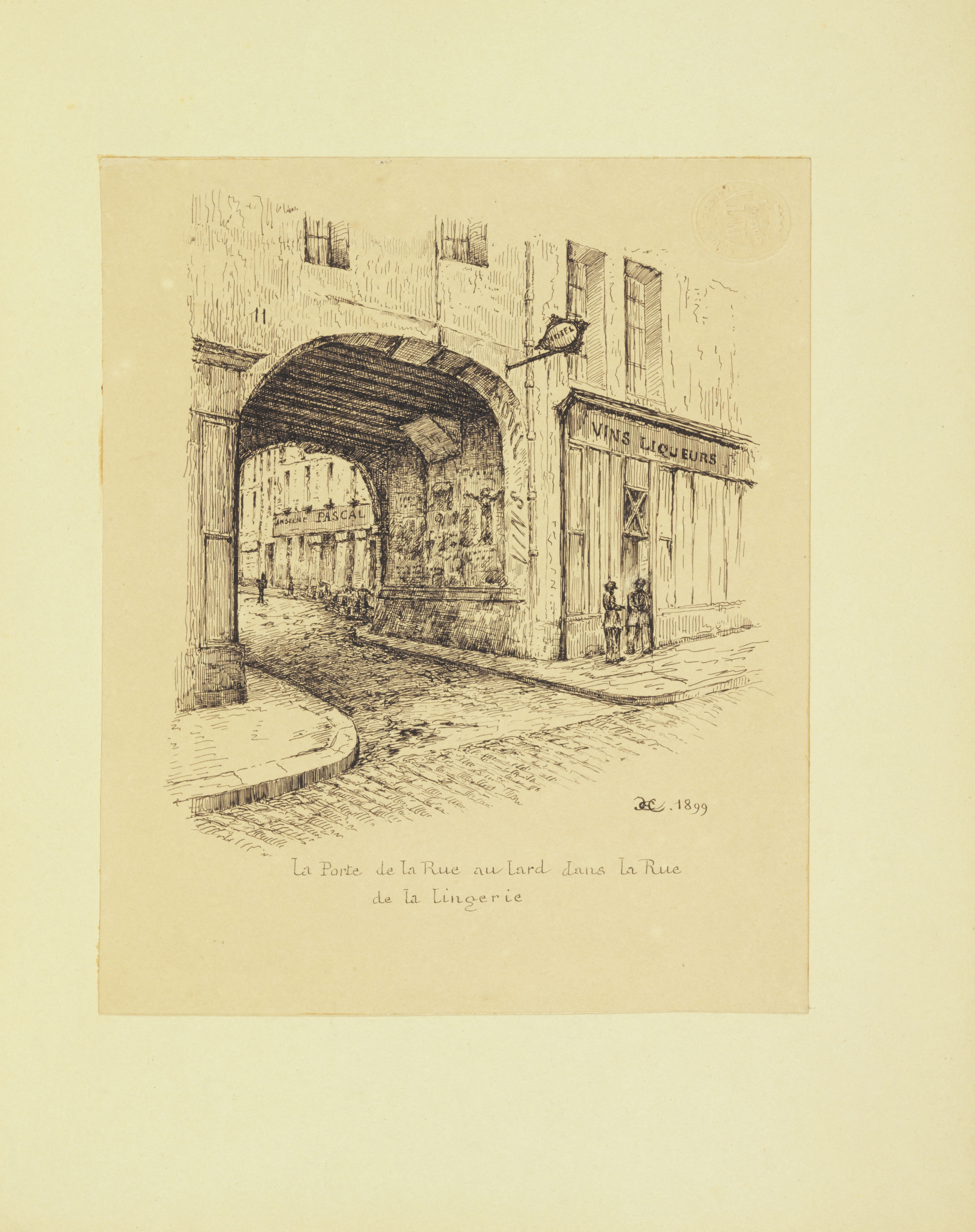
Entrée de la rue au Lard dans la rue de la Lingerie en 1899

## Origine du nom
La rue porte ce nom car on y vendait du lard, de la charcuterie, de la viande de porc, et des salaisons.

## Historique
En 1702, il y a avait dans cette rue, qui faisait partie du quartier des Halles, 2 étaux de boucherie et le bureau et comptoir de la marque au cuirs.
En 1722, se trouvait dans cette rue le Cabaret de la Côte de Beaune, où se réunissaient chaque semaine les artistes et écrivains de l'époque.
Une décision ministérielle du 24 juin 1817 fixe la largeur de la voie publique à 7 mètres.
Au no 3, en 1911, on y voyait encore quelques vestiges de l'ancienne Halle aux cuirs. Au no 13 il y avait une voûte qui donnait accès à la rue de la Lingerie.
Amputée lors de la création de la rue des Halles, la rue au Lard disparait totalement, en 1975, lors de la construction du Forum des Halles.